# 中国民主促进会甘肃省委员会
中国民主促进会甘肃省委员会，简称民进甘肃省委、甘肃民进，是中国民主促进会在甘肃省的地方组织。